# Armata

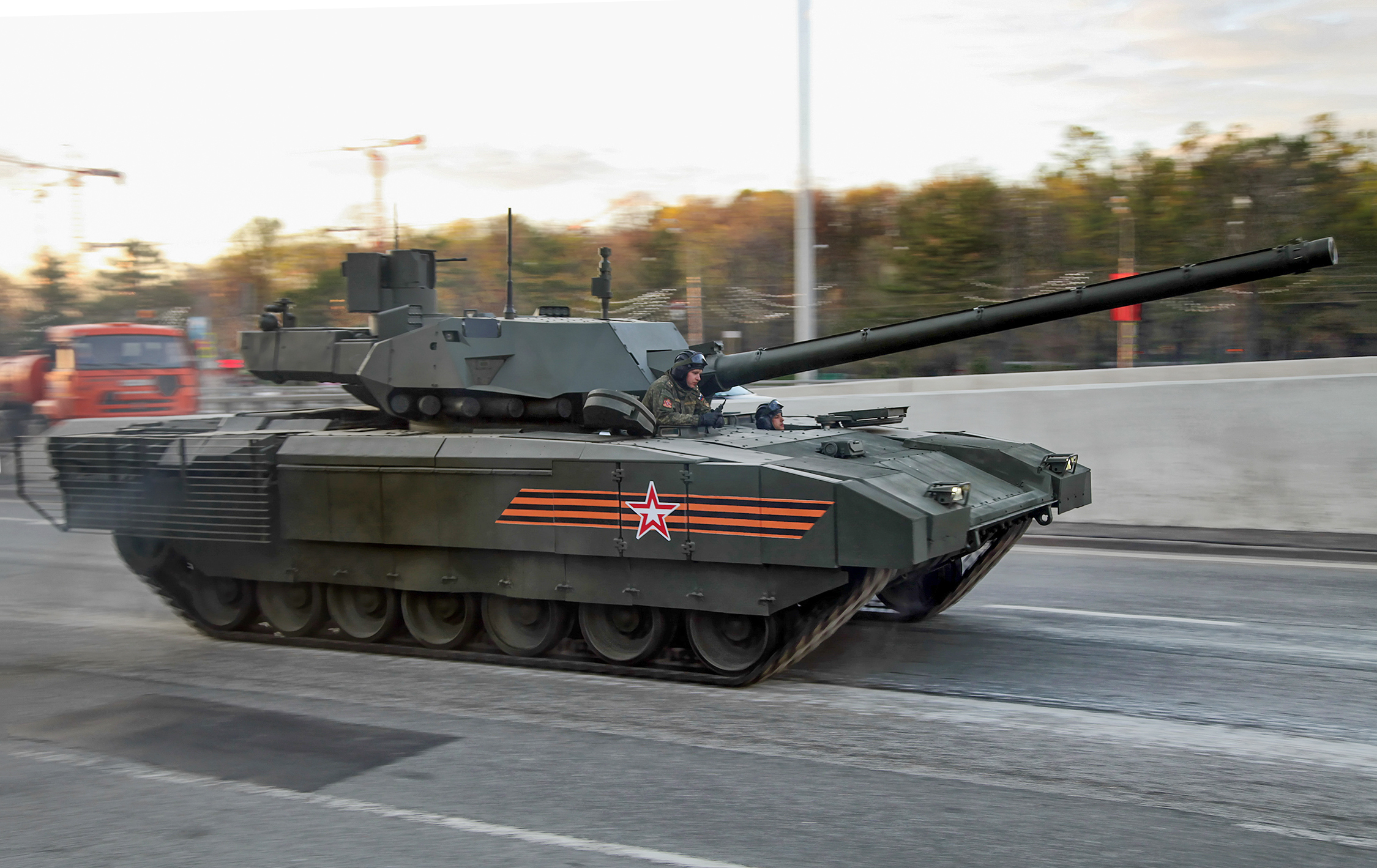
T-14 char de combat principal

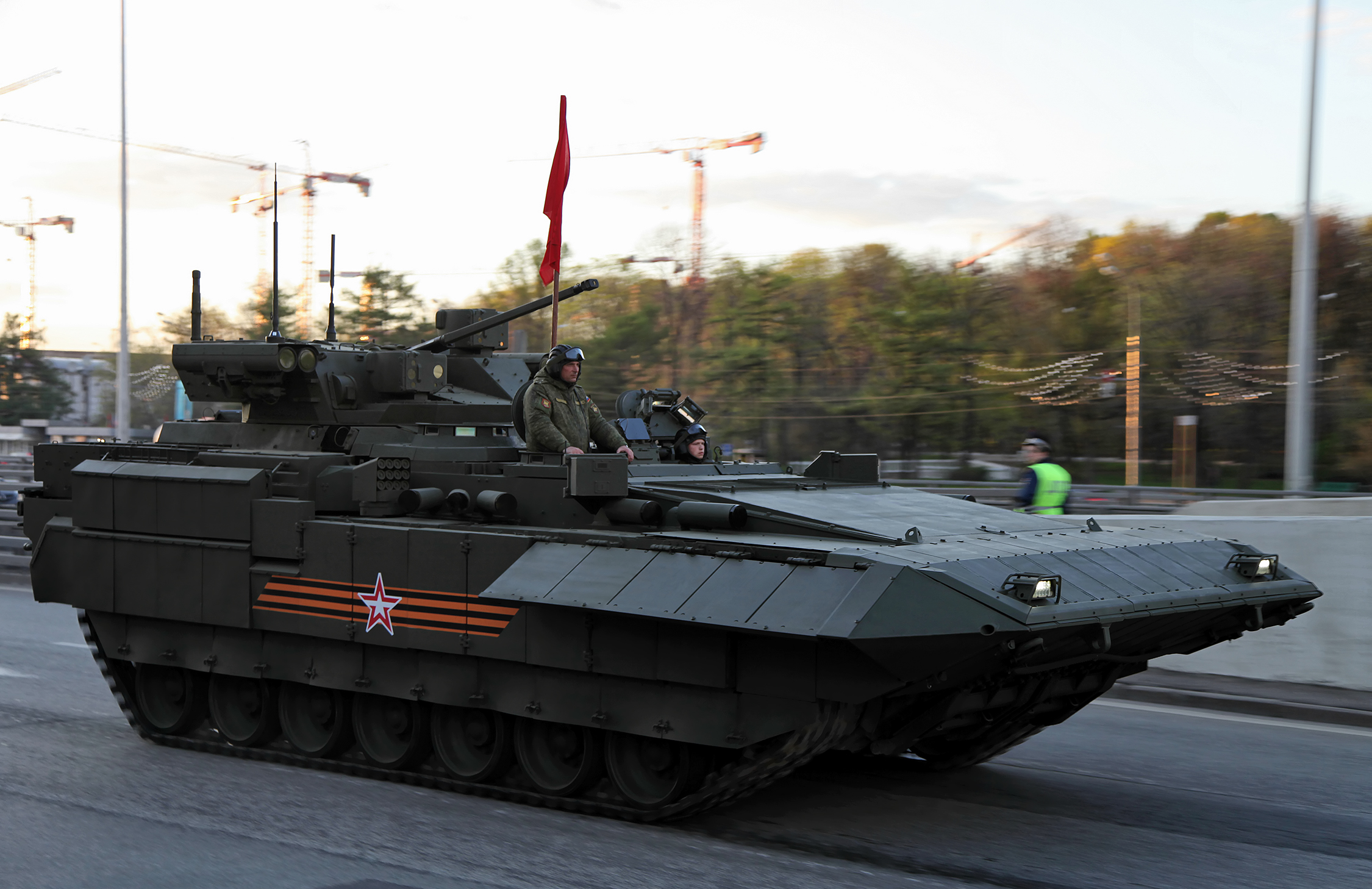
T-15 Armata véhicule de combat d'infanterie lourd

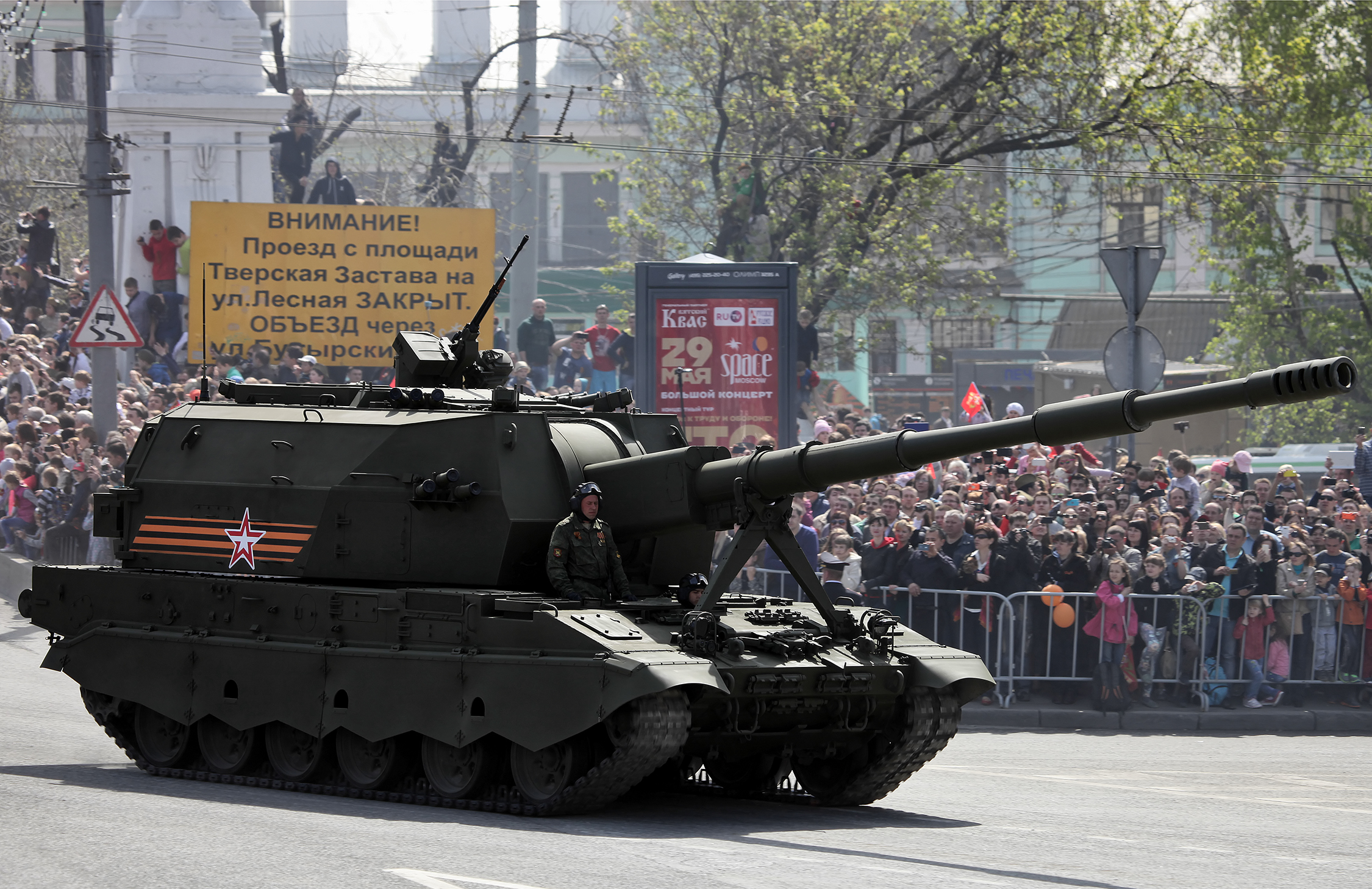
2S35 Koalitsia-SV, canon automoteur

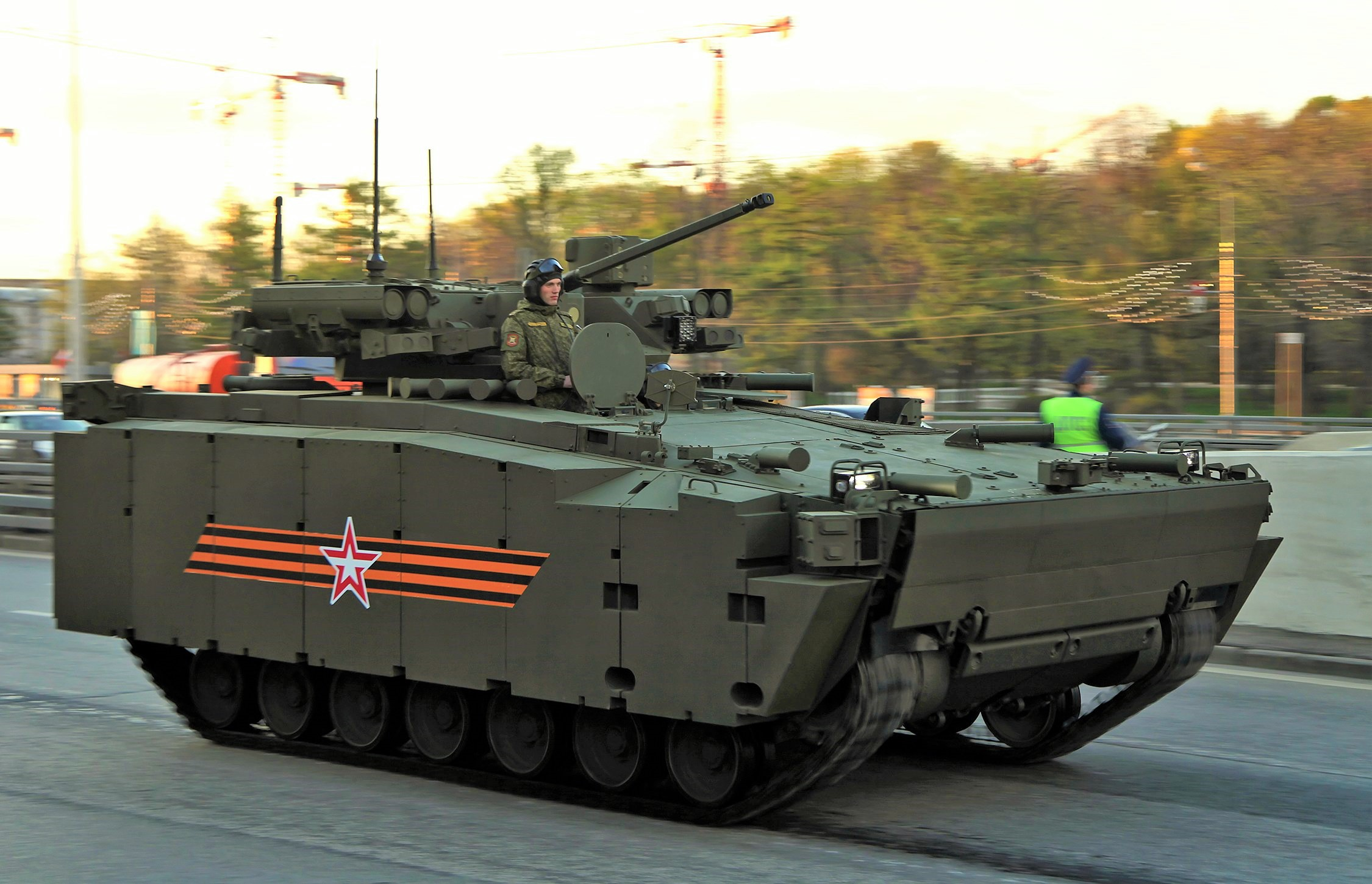
Kourganets-25 à canon de calibre 30 mm, véhicule de combat d'infanterie léger

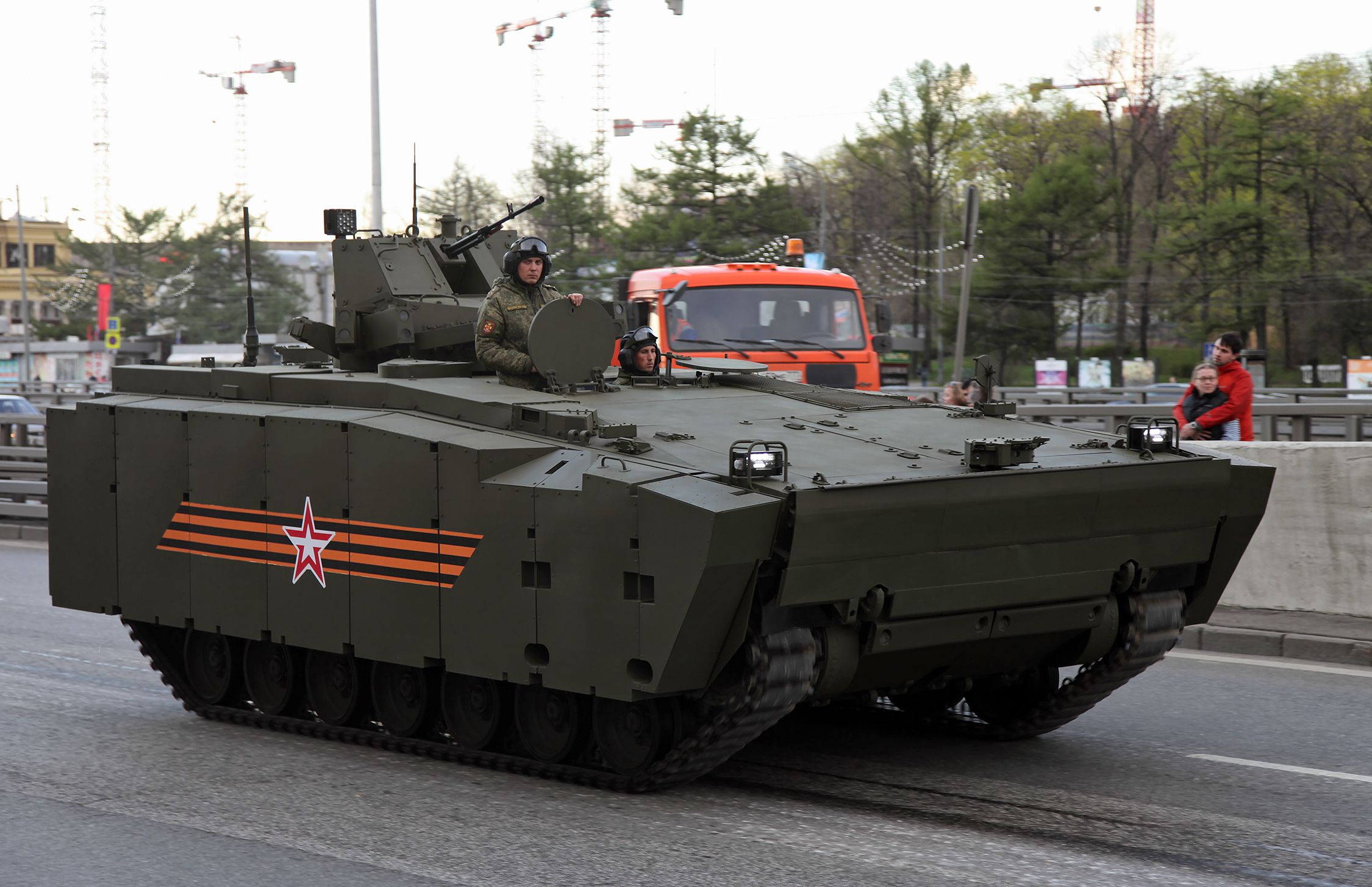
Kourganets-25 à mitrailleuse, véhicule de transport de troupes

Armata Universal Combat Platform est une plateforme de châssis commune à plusieurs véhicules chenillés militaires russes.

## Variantes produites
- T-14 : char de combat principal[1],[2] : désignation industrielle : Object 148.
- T-15 : véhicule de combat d'infanterie lourd[3] : désignation industrielle : Object 149.
- BREM-T T-16: char du génie[2] : désignation industrielle : Object 152.
- BMOP Terminator-3 : véhicule de combat d'infanterie et d'escorte[4], évolution du BMPT Terminator, pas de production en 2020.
- 2S35 Koalitsia-SV : canon automoteur[2]. Cependant, le 2S35 exposé lors du défilé du jour de la victoire à Moscou en 2015 et lors des répétitions n'est pas réellement construit sur la plate-forme Armata mais plutôt sur une plate-forme à six roues qui semble être un châssis dérivé du T-90[5].
- Kourganets-25, à canon de calibre 30 mm en véhicule de combat d'infanterie léger et à mitrailleuse en véhicule de transport de troupes.

## Projets
Projets :
- USM-A1 : char du génie
- BMO-2 : char lance-flammes et véhicule de transport de troupes pour unités de lance-flammes légers, évolution du BMO-T
- BM-2 : large box-type multi-barrel rocket launcher pour le TOS-2 Heavy Flamethrower System, ressemblant au TOS-1[2]
- TZM-2 : tracteur d'artillerie pour le TOS-2 lance-flammes
- MIM-A : char du génie
- MT-A : char du génie pontonnier
- UMZ-A : char du génie
- PTS-A : véhicule amphibie chenillé, évolution du PTS.
- Mortier automoteur qui utilise le 2S12A Sani ou le 2B11 Sani[7].

## Opérateur
- Russie: 20 unités livrées à la troupe pour essais dans la commande du ministère de la défense russe de 2015 pour l'entraînement.